# Équipe de Tchéquie de Fed Cup
Pour un article plus général, voir Fed Cup.
L'équipe de Tchéquie de Fed Cup est l’équipe qui représente la Tchéquie lors de la compétition de tennis féminin par équipe nationale appelée Fed Cup (ou « Coupe de la Fédération » entre 1963 et 1994). 
Elle est constituée d'une sélection des meilleures joueuses de tennis tchèques du moment sous l’égide de la Fédération tchèque de tennis.
Dans les statistiques et les palmarès de la Fédération internationale de tennis, l'équipe de Tchéquie est l'héritière de l'équipe de Tchécoslovaquie.

## Résultats par année

### 1993 - 1999
- 1993 (5 tours + barrages, 32 équipes) : pour sa première participation, après une victoire au 1er tour contre l’Afrique du Sud et l’Italie au 2e tour, la Tchéquie s'incline en 1/4 de finale contre la France.
- 1994 (5 tours, 32 équipes) : la Tchéquie s'incline au 1er tour contre les États-Unis.

La compétition change de format à compter de 1995 : la Coupe de la Fédération devient Fed Cup.
- 1995 (3 tours, 8 équipes + groupe mondial II, play-offs I et II) : la Tchéquie l’emporte en play-offs II contre la Suède.
- 1996 (3 tours, 8 équipes + groupe mondial II, play-offs I et II) : après une victoire en groupe mondial II contre le Canada, la Tchéquie l’emporte en play-offs I contre l’Argentine.
- 1997 (3 tours, 8 équipes + groupe mondial II, play-offs I et II) : après une victoire en 1/4 de finale du groupe mondial contre l’Allemagne, la Tchéquie s'incline en 1/2 finale contre les Pays-Bas.
- 1998 (3 tours, 8 équipes + groupe mondial II, play-offs I et II) : après une défaite en 1/4 de finale du groupe mondial contre la Suisse, la Tchéquie s'incline en play-offs I contre l’Italie.
- 1999 (3 tours, 8 équipes + groupe mondial II, round robin play-offs) : la Tchéquie l’emporte en groupe mondial II contre la Biélorussie.

### 2000 - 2009
- 2000 (round robin + 2 tours, 13 équipes) : après la qualification en round robin, la Tchéquie s'incline en 1/2 finale du groupe mondial contre l’Espagne.
- 2001 (2 tours + round robin + finale, 16 équipes + play-offs) : la Tchéquie échoue dans sa qualification en round robin du groupe mondial.
- 2002 (4 tours, 16 équipes + play-offs) : après une défaite au 1er tour du groupe mondial contre la Croatie, la Tchéquie l’emporte en play-offs I contre le Canada.
- 2003 (4 tours, 16 équipes + play-offs) : après une défaite au 1er tour du groupe mondial contre les États-Unis, la Tchéquie l’emporte en play-offs I contre l’Afrique du Sud.
- 2004 (4 tours, 16 équipes + play-offs) : après une défaite au 1er tour du groupe mondial contre l’Italie, la Tchéquie l’emporte en play-offs I contre l’Estonie.
- 2005 (3 tours, 8 équipes + groupe mondial II, play-offs I et II) : après une victoire en groupe mondial II contre le Japon, la Tchéquie s'incline en play-offs I contre l’Italie.
- 2006 (3 tours, 8 équipes + groupe mondial II, play-offs I et II) : après une victoire en groupe mondial II contre la Thaïlande, la Tchéquie s'incline en play-offs I contre la France.
- 2007 (3 tours, 8 équipes + groupe mondial II, play-offs I et II) : après une victoire en groupe mondial II contre la Slovaquie, la Tchéquie s'incline en play-offs I contre l’Espagne.
- 2008 (3 tours, 8 équipes + groupe mondial II, play-offs I et II) : après une victoire en groupe mondial II contre la Slovaquie, la Tchéquie l’emporte en play-offs I contre  Israël.
- 2009 (3 tours, 8 équipes + groupe mondial II, play-offs I et II) : après une victoire en 1/4 de finale du groupe mondial contre l’Espagne, la Tchéquie s'incline en 1/2 finale contre les États-Unis.

### 2010 - 2015
- 2010 (3 tours, 8 équipes + groupe mondial II, play-offs I et II) : après une victoire en 1/4 de finale du groupe mondial contre l’Allemagne, la Tchéquie s'incline en 1/2 finale contre l’Italie.
- 2011 (3 tours, 8 équipes + groupe mondial II, play-offs I et II) : après une victoire en 1/4 de finale du groupe mondial contre la Slovaquie et la Belgique en 1/2 finale, la Tchéquie l’emporte en finale contre la Russie.

| Russie - Tchéquie - 2 : 3 Olympic Stadium, Moscou, Russie 05 - 06 novembre, Dur (int.) |                               |                              |               |
| 1                                                                                      | Maria Kirilenko               | Petra Kvitová                | 2-6, 2-6      |
| 1                                                                                      | Svetlana Kuznetsova           | Lucie Šafářová               | 6-2, 6-3      |
| 1                                                                                      | Svetlana Kuznetsova           | Petra Kvitová                | 6-4, 2-6, 3-6 |
| 1                                                                                      | A. Pavlyuchenkova             | Lucie Šafářová               | 6-2, 6-4      |
| 1                                                                                      | Maria Kirilenko Elena Vesnina | Lucie Hradecká Květa Peschke | 4-6, 2-6      |

- 2012 (3 tours, 8 équipes + groupe mondial II, play-offs I et II) : après une victoire au 1er tour du groupe mondial contre l’Allemagne et l’Italie en 1/2 finale, la Tchéquie l’emporte en finale contre la Serbie.

| Tchéquie - Serbie - 3 : 1 O2 Arena, Prague, Tchéquie 03 - 04 novembre, Dur (int.) |                                  |                                     |          |
| 1                                                                                 | Lucie Šafářová                   | Ana Ivanović                        | 6-4, 6-3 |
| 1                                                                                 | Petra Kvitová                    | Jelena Janković                     | 6-4, 6-1 |
| 1                                                                                 | Petra Kvitová                    | Ana Ivanović                        | 3-6, 5-7 |
| 1                                                                                 | Lucie Šafářová                   | Jelena Janković                     | 6-1, 6-1 |
| 1                                                                                 | Andrea Hlaváčková Lucie Hradecká | Bojana Jovanovski Aleksandra Krunić | Non joué |

- 2013 (3 tours, 8 équipes + groupe mondial II, play-offs I et II) : après une victoire au 1er tour du groupe mondial contre l'Australie, la Tchéquie s'incline en 1/2 finale contre l'Italie.
- 2014 (3 tours, 8 équipes + groupe mondial II, play-offs I et II) : après une victoire au 1er tour du groupe mondial contre l’Espagne et l’Italie en 1/2 finale, la Tchéquie l’emporte en finale contre l’Allemagne.

| Tchéquie - Allemagne - 3 : 1 O2 Arena, Prague, Tchéquie 08 - 09 novembre, Dur (int.) |                                  |                             |                |
| 1                                                                                    | Petra Kvitová                    | Andrea Petkovic             | 6-2, 6-4       |
| 1                                                                                    | Lucie Šafářová                   | Angelique Kerber            | 6-4, 6-4       |
| 1                                                                                    | Petra Kvitová                    | Angelique Kerber            | 7-65, 4-6, 6-4 |
| 1                                                                                    | Lucie Šafářová                   | Andrea Petkovic             | Non joué       |
| 1                                                                                    | Andrea Hlaváčková Lucie Hradecká | Julia Görges Sabine Lisicki | 4-6, 3-6       |

- 2015 (3 tours, 8 équipes + groupe mondial II, play-offs I et II) : après une victoire au 1er tour du groupe mondial contre le Canada et la France en 1/2 finale, la Tchéquie l’emporte en finale contre la Russie.

| Tchéquie - Russie - 3 : 2 O2 Arena, Prague, Tchéquie 14 - 15 novembre, Dur (int.) |                                  |                                 |               |
| 1                                                                                 | Petra Kvitová                    | A. Pavlyuchenkova               | 2-6, 6-1, 6-1 |
| 1                                                                                 | Karolína Plíšková                | Maria Sharapova                 | 3-6, 4-6      |
| 1                                                                                 | Petra Kvitová                    | Maria Sharapova                 | 6-3, 4-6, 2-6 |
| 1                                                                                 | Karolína Plíšková                | A. Pavlyuchenkova               | 6-3, 6-4      |
| 1                                                                                 | Karolína Plíšková B. Z. Strýcová | A. Pavlyuchenkova Elena Vesnina | 4-6, 6-3, 6-2 |

- 2016 (3 tours, 8 équipes + groupe mondial II, play-offs I et II) : après une victoire au 1er tour du groupe mondial contre la Roumanie et la Suisse en 1/2 finale, la Tchéquie l'emporte en finale contre la France.

| France - Tchéquie - 2 : 3 Rhénus Sport, Strasbourg, France 12 - 13 novembre, Dur (int.) |                                     |                                    |                 |
| 1                                                                                       | Kristina Mladenovic                 | Karolína Plíšková                  | 3-6, 6-4, 14-16 |
| 1                                                                                       | Caroline Garcia                     | Petra Kvitová                      | 7-66, 6-3       |
| 1                                                                                       | Caroline Garcia                     | Karolína Plíšková                  | 6-3, 3-6, 6-3   |
| 1                                                                                       | Alizé Cornet                        | Barbora Strýcová                   | 2-6, 64-7       |
| 1                                                                                       | Caroline Garcia Kristina Mladenovic | Karolína Plíšková Barbora Strýcová | 5-7, 5-7        |

- 2017 (3 tours, 8 équipes + groupe mondial II, play-offs I et II) : après une victoire au 1er tour du groupe mondial contre l'Espagne, la Tchéquie s'incline en 1/2 finale contre les États-Unis.

- 2018 (3 tours, 8 équipes + groupe mondial II, play-offs I et II) : après une victoire au 1er tour du groupe mondial contre la Suisse et l'Allemagne en 1/2 finale, la Tchéquie l'emporte en finale contre les États-Unis.

| Tchéquie – États-Unis - 3 : 0 O2 Arena, Prague, Tchéquie 10 - 11 novembre, Dur (int.) |                                       |                                  |                |
| 1                                                                                     | Barbora Strýcová                      | Sofia Kenin                      | 65-7, 6-1, 6-4 |
| 1                                                                                     | Kateřina Siniaková                    | Alison Riske                     | 6-3, 7-62      |
| 1                                                                                     | Kateřina Siniaková                    | Sofia Kenin                      | 7-5, 5-7, 7-5  |
| 1                                                                                     | Barbora Strýcová                      | Alison Riske                     | Non joué       |
| 1                                                                                     | Barbora Krejčíková Kateřina Siniaková | Danielle Collins Nicole Melichar | Non joué       |

## Bilan de l'équipe
Résultats des confrontations entre la Tchéquie et ses adversaires les plus fréquents (3 rencontres minimum dans les groupes mondiaux).
| # | Adversaires | Rencontres | Victoires | Défaites | % victoires |
| - | ----------- | ---------- | --------- | -------- | ----------- |
| 1 | Italie      | 8          | 3         | 5        | 38 %        |
| 2 | Allemagne   | 4          | 4         | 0        | 100 %       |
| 3 | Slovaquie   | 4          | 4         | 0        | 100 %       |
| 4 | Espagne     | 4          | 2         | 2        | 50 %        |
| 5 | France      | 4          | 1         | 3        | 25 %        |
| 6 | Canada      | 3          | 3         | 0        | 100 %       |
| 7 | Russie      | 3          | 2         | 1        | 67 %        |
| 8 | États-Unis  | 3          | 0         | 3        | 0 %         |

## Bilan des joueuses les plus sélectionnées
Ce bilan est calculé sur la base des rencontres officielles des groupes mondiaux et barrages I et II. Les rencontres des tableaux dits de « consolation » et celles par « zones géographiques » ne sont pas prises en compte. Les joueuses comptant moins de 5 sélections ne sont pas reprises dans le tableau.
| #  | Joueuses                   | De   | à    | Sélections | Matchs | Victoires | Défaites | % victoires |
| -- | -------------------------- | ---- | ---- | ---------- | ------ | --------- | -------- | ----------- |
| 1  | Andrea Hlaváčková          | 2012 | 2014 | 7          | 8      | 5         | 3        | 63 %        |
| 2  | Barbora Záhlavová Strýcová | 2002 | 2015 | 13         | 22     | 14        | 8        | 64 %        |
| 3  | Dája Bedáňová              | 1999 | 2003 | 6          | 8      | 3         | 5        | 38 %        |
| 4  | Denisa Chládková           | 1998 | 2001 | 8          | 10     | 5         | 5        | 50 %        |
| 5  | Iveta Melzer               | 2002 | 2012 | 13         | 23     | 11        | 12       | 48 %        |
| 6  | Klára Koukalová            | 2002 | 2014 | 9          | 15     | 10        | 5        | 67 %        |
| 7  | Květa Peschke              | 1998 | 2011 | 20         | 31     | 16        | 15       | 52 %        |
| 8  | Lucie Hradecká             | 2010 | 2015 | 10         | 13     | 7         | 6        | 54 %        |
| 9  | Lucie Šafářová             | 2004 | 2015 | 19         | 30     | 17        | 13       | 57 %        |
| 10 | Nicole Vaidišová           | 2004 | 2008 | 7          | 15     | 13        | 2        | 87 %        |
| 11 | Petra Kvitová              | 2007 | 2015 | 18         | 34     | 26        | 8        | 76 %        |